# Scream 3
Scream 3 es una película de slasher estadounidense de 2000, dirigida por Wes Craven, y escrita por Ehren Kruger. Esta protagonizada por Neve Campbell, Courteney Cox, David Arquette, Parker Posey, Patrick Dempsey, Scott Foley, Lance Henriksen, Matt Keeslar, Jenny McCarthy, Emily Mortimer, Deon Richmond, y Patrick Warburton. Fue estrenada el 4 de febrero de 2000. La historia se establece dos años después de Scream 2 y sigue a Sidney Prescott (Neve Campbell), que ha entrado en aislamiento auto-impuesto después de los acontecimientos de las dos películas anteriores, pero es atraída a Hollywood después de que un nuevo asesino imitador de Ghostface comienza a matar al elenco de la película ficticia "Stab 3". Scream 3 combina la violencia del género de terror con el misterio y la comedia, mientras que sátira los clichés de las trilogías.
A diferencia de las anteriores películas de Scream, hubo un mayor énfasis en los elementos cómicos en esta entrega, Scream 3 es la única película de la saga de Scream donde no aparece ni muere ningún personaje adolescente ya que la violencia y el horror se redujeron en respuesta al creciente escrutinio público sobre la violencia en los medios, después de la Masacre de la Escuela Secundaria de Columbine ocurrida el 20 de abril de 1999. La película fue el capítulo final de la trilogía de Scream hasta que se lanzó una secuela tipo "reinicio" 11 años después en 2011 titulada Scream 4.
El guionista de Scream Kevin Williamson proporcionó un borrador de cinco páginas para dos secuelas de Scream al subastar su guion original, con la esperanza de atraer a compradores que se interesaran en una franquicia. Los compromisos de Williamson con otros proyectos ocasionaron que él no escribiera un guion completo para Scream 3, por lo que los deberes de redacción fueron realizados por Ehren Kruger, quien descartó muchas de las notas que Williamson había dejado. Craven y Marco Beltrami volvieron a dirigir y componer la banda sonora de la película, respectivamente, ya que trabajaron en las dos películas anteriores. La producción se vio afectada por las reescrituras, ocasiones en que las páginas solo estaban listas el mismo día de la filmación y las dificultades de disponibilidad del reparto principal.
Scream 3 comercialmente fue el primer fracaso de la franquicia recibiendo en su mayoría críticas mixtas pese a sus ganancias más de $161 millones la película apenas logró duplicar el presupuesto invertido el cual fue el más alto todas las películas junto a la cuarta entrega. Muchos críticos opinaron que la película justamente se había convertido en lo que la saga parodiaba. A pesar de las críticas, la película recibió elogios de algunos críticos, que lo llamaron el final perfecto para la trilogía Scream. A partir de 2012, la película fue la tercera película slasher de mayor recaudación en América del Norte, siguiendo a Scream en el número 1 y Scream 2 en el número 2. La banda sonora de la película fue bien recibida; Pasó 14 semanas en el Billboard 200 y alcanzó un máximo de 32 en los Estados Unidos.

## Argumento
Cotton Weary, ahora presentador de un exitoso programa de entrevistas, es contactado por el nuevo Ghostface, que exige conocer el paradero de Sidney Prescott. Cuando Cotton se niega a cooperar, Ghostface irrumpe en su casa y ataca a su novia Christine. Cotton vuelve corriendo a casa, pero Ghostface mata a Christine y luego a Cotton.
El detective Mark Kincaid se pone en contacto con Gale Weathers para hablar de los recientes asesinatos, lo que la lleva a viajar a Hollywood, donde encuentra a Dewey Riley trabajando como asesor en el rodaje de Puñalada 3, la tercera película de la serie basada en los asesinatos de Ghostface. Ghostface mata a la actriz de Puñalada 3 Sarah Darling, lo que provoca la interrupción de la producción de la película. El resto del reparto, junto con Dewey y Gale, se reúne en casa de Jennifer Jolie, la actriz que interpreta a Gale en Puñalada 3. Ghostface asesina a su guardaespaldas y utiliza una fuga de gas para provocar una explosión que mata al actor Tom Prinze.
Sidney vive recluida como consejera de crisis para una línea de ayuda a mujeres maltratadas, temiendo que otro asesino pueda atacarla. Tras descubrir la ubicación de Sidney, el asesino comienza a burlarse de ella por teléfono utilizando un modulador de voz para que suene como su difunta madre Maureen Prescott, lo que obliga a Sidney a salir de su escondite y la atrae a Hollywood. Martha Meeks, la hermana de Randy, el amigo asesinado de Sidney, visita a Sidney y a los demás para entregarles una cinta de vídeo que Randy grabó antes de morir, en la que les advierte póstumamente de que las reglas de una película de terror no se aplican a nadie en la tercera y última película de una trilogía y que cualquiera de ellos, incluida Sidney, podría morir. Más tarde, Sidney es atacada por Ghostface en un set de rodaje, lo que obliga a la policía a retenerla en su comisaría.
Dewey, Gale, Jennifer y el resto del reparto, Angelina y Tyson, asisten a la fiesta de cumpleaños del director de Puñalada 3, Roman Bridger. Después de que Gale descubra el cadáver de Roman en el sótano, Ghostface ataca al grupo, matando a Angelina, Tyson y Jennifer. El asesino ordena entonces a Sidney que acuda a la mansión para salvar a Gale y Dewey. Cuando Sidney llega, Ghostface la atrae al interior, donde Gale y Dewey están atados y amordazados. Cuando Sidney los está liberando, aparece Ghostface, aunque Sidney se impone utilizando un arma oculta para luchar contra él. Kincaid aparece, pero Ghostface lo deja inconsciente. Sidney huye y se esconde en una sala de proyección secreta donde es descubierta por Ghostface, que se revela como Roman, tras haber fingido su muerte y haber sobrevivido a los disparos llevando un chaleco antibalas.
Roman admite ser hermanastro de Sidney, nacido de su madre Maureen cuando ella era actriz en Hollywood. Cuatro años antes había intentado reunirse con ella, pero ella le rechazó por ser fruto de una violación. Amargado por el rechazo, Roman comenzó a acosarla, filmando a todos los hombres con los que se acostaba y mostrando a Billy Loomis las imágenes del padre de Billy con Maureen, lo que motivó a Billy y Stu Macher a matarla, desencadenando así la cadena de asesinatos en la ciudad natal de Sidney y en su universidad. Cuando descubrió la fama que Sidney había alcanzado gracias a esos sucesos, Roman enloqueció y sacó a Sidney de su escondite, planeando matarla e inculparla de los asesinatos. Después de que Roman mate al productor de Puñalada, John Milton, al que acusa de ser su padre biológico y uno de los violadores de su madre, Sidney le denuncia furiosamente y justifica con razón que sus motivos son sus propias decisiones, provocando que un enfurecido Roman se enfrente a Sidney en una pelea que termina cuando Roman dispara a Sidney en el pecho; sin embargo, Sidney sobrevive al disparo y apuñala a Roman varias veces, revelándole que ella también llevaba un chaleco antibalas. Al llegar Dewey y Gale, un Roman gritón reaparece temerariamente con un cuchillo; Sidney le grita a Dewey que le dispare a Roman en la cabeza, cosa que Dewey hace, matándolo finalmente.
Más tarde, en casa de Sidney, Dewey le propone matrimonio a Gale, que acepta. Sidney vuelve de dar un paseo y deja abiertas las puertas de su casa, que antes aparecían alarmadas. Entra en su casa y es invitada a reunirse con Dewey, Gale y Kincaid para ver una película. Cuando va a reunirse con los demás, la puerta de su casa se abre detrás de ella, pero se marcha dejándola como está.

## Reparto
- Neve Campbell como Sidney Prescott
- Courteney Cox como Gale Weathers
- David Arquette como Dewey Riley
- Parker Posey como Jennifer Jolie
- Patrick Dempsey como Mark Kincaid
- Scott Foley como Roman Bridger
- Deon Richmond como Tyson Fox
- Emily Mortimer como Angelina Tyler
- Lance Henriksen como John Milton
- Jenny McCarthy como Sarah Darling
- Matt Keeslar como Tom Prinze
- Patrick Warburton como Steven Stone
- Liev Schreiber como Cotton Weary
- Kelly Rutherford como Christine Hamilton
- Carrie Fisher como Bianca Burnett
- Jamie Kennedy como Randy Meeks
- Heather Matarazzo como Martha Meeks
- Roger L. Jackson como voz de Ghostface

## Producción

### Desarrollo
Scream 3 se estrenó solo dos años después de Scream 2, aprobada con un presupuesto de $40 millones, un incremento notable del presupuesto de 15 millones de Scream y el de 24 millones de Scream 2. Williamson estuvo involucrado por un contrato establecido cuando vendió su primer borrador de Scream, del que él había escrito guiones de dos a cinco páginas para potenciales secuelas, ideas que serían Scream 2 y Scream 3, fueron vendidas a diversos estudios con la esperanza de establecer una franquicia en vez de una sola película. Craven estuvo comprometido para dos potenciales secuelas seguido de la exitosa proyección de prueba que recibió Scream por lo que regresó a dirigir la tercera parte. Poco antes del inicio de la producción de la película, dos adolescentes estadounidenses iniciaron un ataque a su escuela, matando a varios estudiantes en lo que fue conocido como la Masacre de Columbine. Tras el incidente, muchas fuentes comenzaron a investigar las motivaciones de los jóvenes lo que causó un incremento en el impacto que tienen los medios en las sociedades, incluyendo video juegos, el cine, entre otros. Con la producción de Scream 3 sin haber iniciado, hubo discusiones sobre si la película debería hacerse, consciente de la potencial atención negativa que pudo generar la película el estudio decidió presionar sobre la realización de cambios mínimos en el desarrollo de la película. Sin embargo el estudio permaneció aprensivo sobre la violencia y gore en Scream 3 más que entregas anteriores, presionando por un énfasis mayor en el humor satírico por encima de la violencia. En un punto en la producción, el estudio fue tan lejos para demandar que se removiera cualquier tipo de violencia y sangre en pantalla, un cambio drástico para la franquicia, pero Craven intervino directamente clamando que debería presentar la violencia antes exhibida en Scream o las películas deberían tener otro nombre además de Scream.

### Redacción
Scream 3 se escribió tomando en cuenta algunas ideas originales aportadas por el guionista de las primeras dos películas Kevin Williamson mientras que Erhen Krueger fue contratado para pulir el libreto final. En sus primeros borradores Williamson tenía planificado revelar la existencia de un culto o secta de fanáticos del asesino Ghostface que serían los villanos de la tercera entrega. En otra de las ideas desechadas el fundador y líder de dicho culto sería Stu Matcher, el compañero del asesino original que debido a su ambigua muerte en la primera parte se revelaría que había sobrevivido. Así mismo tendría como secuaces a dos estudiantes de secundaria que aspiraban a convertirse en los sucesores del Ghostface original e intentarían usar a algunos compañeros como sus nuevas víctimas. 
Debido a los problemas ocurridos en la producción de la película, muchas de las ideas se descartaron en especial las que involucraban a estudiantes influenciados por un psicópata en prisión lo que guio a una re-escritrura y cambio de algunos roles de los personajes como el papel de Neve Campbell, el cual fue reducido a su participación más breve entre otras razones por la poco disponibilidad de la actriz.

## Banda sonora
Scream 3: The Album es el álbum original de la banda sonorade la película Scream 3. Fue lanzado el 25 de enero de 2000 por Wind-up Records, el álbum cuenta con 18 canciones que consisten principalmente en el género de metal de artistas como System of a Down, Slipknot, Powerman 5000, Godsmack, Sevendust, Incubus, Static-X and Coal Chamber. Algunos de los cuales están representados en la película. La canción de Nick Cave and the Bad Seeds "Red Right Hand" se reproduce en la película, habiéndose escuchado en las tres películas. Nick Cave escribió una "secuela" de la canción solo para la película, que se puede escuchar en los créditos de cierre. Esta canción fue incluida más tarde en el álbum The Seeds' B-Sides & Rarities. Además, Marco Beltrami utiliza algunas notas de la canción en su partitura.
Además, la canción de Creed "What If" presenta un video musical que se asemeja a los acontecimientos de la película, e incluye un cameo de David Arquette. El video se puede ver en la versión de DVD de la película. Creed también grabó la canción "Is This the End" solo para la película y también se puede escuchar en los créditos finales. El 23 de febrero de 2000 Scream 3: The Álbum fue certificado como gold por Recording Industry Association of America, lo que significa que el álbum alcanzó ventas de más de 500,000 unidades. El álbum fue mejor que sus predecesores, pasando catorce semanas en el Billboard 200 y alcanzando un rango superior de #32. y anotando un 2.5 de 5 de la guía AllMusic. El crítico Steve Huey dijo que el "alto pedigrí" de los contribuyentes del álbum había producido un "álbum bastante audible".
El álbum fue lanzado en iTunes el 1 de febrero de 2012.

### Listado de canciones
| Scream 3: The Album |                                   |                   |          |  |
| N.º                 | Título                            | Artist            | Duración |  |
| 1.                  | «What If»                         | Creed             | 5:19     |  |
| 2.                  | «Wait and Bleed (Terry Date Mix)» | Slipknot          | 2:32     |  |
| 3.                  | «Suffocate»                       | Finger Eleven     | 3:50     |  |
| 4.                  | «Spiders»                         | System of a Down  | 3:36     |  |
| 5.                  | «Automatic»                       | American Pearl    | 3:34     |  |
| 6.                  | «Fall»                            | Sevendust         | 5:22     |  |
| 7.                  | «Time Bomb»                       | Godsmack          | 3:59     |  |
| 8.                  | «Tyler's Song»                    | Coal Chamber      | 2:51     |  |
| 9.                  | «So Real»                         | Static-X          | 5:42     |  |
| 10.                 | «Crowded Elevator»                | Incubus           | 4:44     |  |
| 11.                 | «Debonaire»                       | Dope              | 2:34     |  |
| 12.                 | «Sunburn»                         | Fuel              | 4:25     |  |
| 13.                 | «Get On, Get Off»                 | Powerman 5000     | 3:37     |  |
| 14.                 | «Wanna' Be Martyr»                | Full Devil Jacket | 3:23     |  |
| 15.                 | «Dissention»                      | Orgy              | 3:32     |  |
| 16.                 | «Crawl»                           | Staind            | 4:32     |  |
| 17.                 | «Click Click»                     | Ear2000           | 3:15     |  |
| 18.                 | «Is This the End»                 | Creed             | 6:15     |  |

### Chart positions
| Año  | Lista             | Posición |
| ---- | ----------------- | -------- |
| 2000 | The Billboard 200 | 32       |

## Estreno
Scream 3 celebró su estreno el 3 de febrero de 2000 en el teatro AMC Avco en Westwood, Los Ángeles, California con el estreno público el 4 de febrero del mismo año.

### Home media
Scream 3 fue lanzado en los territorios de los EE. UU. en VHS el 24 de octubre de 2000, y en DVD el 4 de julio de 2000, por Buena Vista Home Video. La versión en DVD fue lanzada como una Collector's Edition con escenas eliminadas, tomas, comentarios de audio, videos musicales de canciones presentadas en la película, tráiler de la película y biografías sobre el elenco y la tripulación involucrados en la producción de películas. Tras el lanzamiento de Scream 3 originalmente el capítulo final de la franquicia, Collector's Editions de Scream, Scream 2, y Scream 3 fueron recopilados en "The Ultimate Scream Collection" el 26 de septiembre de 2000, que incluía "Behind the Scream", un corto documental sobre la producción de las películas, tomas, escenas borradas, pruebas de pantallas de actores involucrados en las películas y otros materiales relacionados con la franquicia. En 2001, el lanzamiento de DVD de Scream 3 fue nominado para un Saturn Award para "Mejor Lanzamiento de Vídeo en Casa" pero perdió contra La princesa Mononoke (1997).
Scream 3 permaneció inédito en territorios extranjeros, incluyendo Europa y Japón hasta 2001, donde fue lanzado simultáneamente con Scream y Scream 2 el 26 de febrero por Buena Vista Home Entertainment. Cada película contenía el contenido adicional encontrado en la versión de Collector's Edition en USA incluyendo escenas eliminadas, tomas, tráileres, videos musicales y comentarios de cada equipo respectivo. Además, las tres películas fueron recogidas juntas en un solo paquete, lanzadas otra vez el 26 de febrero y nombrado como la "Trilogía de Scream".
Scream 3 fue lanzado en el formato Blu-ray Disc el 29 de marzo de 2011 junto a Scream, y Scream 2, dos semanas antes del lanzamiento de Scream 4, por Lionsgate Home Entertainment, que albergaba las películas en 1080p alta definición e incluyó comentarios de audio, tráileres y escenas detrás de escena para cada película respectiva.

## Recepción

### Taquilla
La película fijó un récord en su fin de semana de apertura en febrero de 2000, para el número de pantallas en los Estados Unidos con 3.467, que también le hizo la 7.ª apertura más amplia para una película R-Rated. Esto fue superado el mismo año en julio por Misión Imposible 2 con 3,669.
La película obtuvo $34,713,342 durante su primer fin de semana por lo que la hizo 11.ª semana de apertura más taquillera en febrero, y llegó a acumular $89 143 175 en USA y $72 700 000 millones en territorios extranjeros con un bruto mundial de $161,843,175, convirtiéndose en la segunda película de menor rendimiento financiero de Scream, siendo la más baja Scream 4.

### Crítica
En Rotten Tomatoes, la película tiene una calificación de aprobación de 36% basada en 111 opiniones, con una nota media de 5.7/10. El consenso crítico del sitio dice, "Scream 3 se ha convertido en lo que originalmente había sido parodiado. A pesar de algunos giros sorprendentes, la película parece haber perdido su frescura y originalidad al caer en las antiguas fórmulas de horror y clichés." En Metacritic, la película tiene una puntuación de 56 de 100, basada en 32 críticos, lo que indica "revisiones mixtas". En CinemaScore, las audiencias dieron a la película una calificación media de "B" en una escala de A + a F.
Time Out London criticó especialmente a la película, calificando el comentario de la metaficción de la película como una mala imitación de la película de terror de Wes Craven's New Nightmare (1994). De los personajes, Roger Ebert dijo "[los personajes] son tan delgados, son transparentes", pero elogió la aparición de Campbell diciendo: "La cámara la ama. Ella podría convertirse en una gran estrella y luego reírse de los clips de este película en su tributo de AFI".
En una revisión positiva, the Los Angeles Times calificó la película de "genuinamente asustadiza y también muy divertida", y la BBC afirmó que "como conclusión de la trilogía funciona más eficazmente de lo que cualquiera tenía derecho a esperar". Variety también elogió la película como el final de la trilogía Scream, saying "Los aficionados serán los mejores capaces de apreciar cuán ingeniosamente Craven ha derribado la cortina en su muy imitado, género de revivir la franquicia" mientras que Empire lo llamó "satisfactorio", aunque creía que la premisa de la serie se había desgastado. Collis, Clark (6 de febrero de 2000). "Scream 3". Empire. Retrieved 2011-03-23.